# Edward Digby (2e comte Digby)
Edward Digby, 2e comte Digby (6 janvier 1773 - 12 mai 1856), connu sous le nom de vicomte Coleshill de 1790 à 1793, est un pair britannique.

## Biographie
Il est le fils aîné d'Henry Digby (1er comte Digby) et de Mary Knowler. Il succède à son père en 1793 et prend son siège à la Chambre des lords le jour de son vingt et unième anniversaire l'année suivante. Lord Digby est surtout connu pour avoir été Lord Lieutenant du Dorset pendant près de cinquante ans, de 1808 à 1856. Le 20 mai 1824, il est nommé colonel de la milice du Dorset. Il démissionne de sa place de colonel au début de 1846. Il ne s'est jamais marié et à sa mort en mai 1856, à l'âge de 83 ans, la vicomté et le comté s'éteignent. Cependant, il est remplacé dans les deux baronnies de Digby par son cousin Edward Digby (9e baron Digby).